# Saint-Paul-de-Varax
Saint-Paul-de-Varax ist eine französische Gemeinde mit 1637 Einwohnern (Stand 1. Januar 2022) im Département Ain in der Region Auvergne-Rhône-Alpes. Sie gehört zum Kanton Châtillon-sur-Chalaronne im Arrondissement Bourg-en-Bresse.

## Geografie
Die Gemeinde Saint-Paul-de-Varax liegt inmitten der Seenlandschaft der Dombes, etwa 14 Kilometer südwestlich der Präfektur Bourg-en-Bresse und 44 Kilometer nordnordöstlich der Stadt Lyon (beides Luftlinie). Das Gemeindegebiet wird vom Fluss Vieux Jonc in nördlicher Richtung entwässert.

## Bevölkerungsentwicklung
| Jahr                       | 1962 | 1968 | 1975 | 1982 | 1990 | 1999 | 2006 | 2013 | 2021 |
| Einwohner                  | 721  | 711  | 743  | 1161 | 1081 | 1187 | 1429 | 1475 | 1641 |
| Quellen: Cassini und INSEE |      |      |      |      |      |      |      |      |      |

## Verkehr
Saint-Paul-de-Varax hat einen Bahnhof an der Bahnstrecke Lyon-Saint-Clair–Bourg-en-Bresse und wird im Regionalverkehr von Zügen des TER Auvergne-Rhône-Alpes zwischen Lyon und Bourg-en-Bresse bedient.

## Sehenswürdigkeiten
- Kirche Saint-Paul (12. Jahrhundert), Monument historique
- Schloss Varax, Monument historique
- Schloss La Grande Bonne
- Musée Louis Jourdan

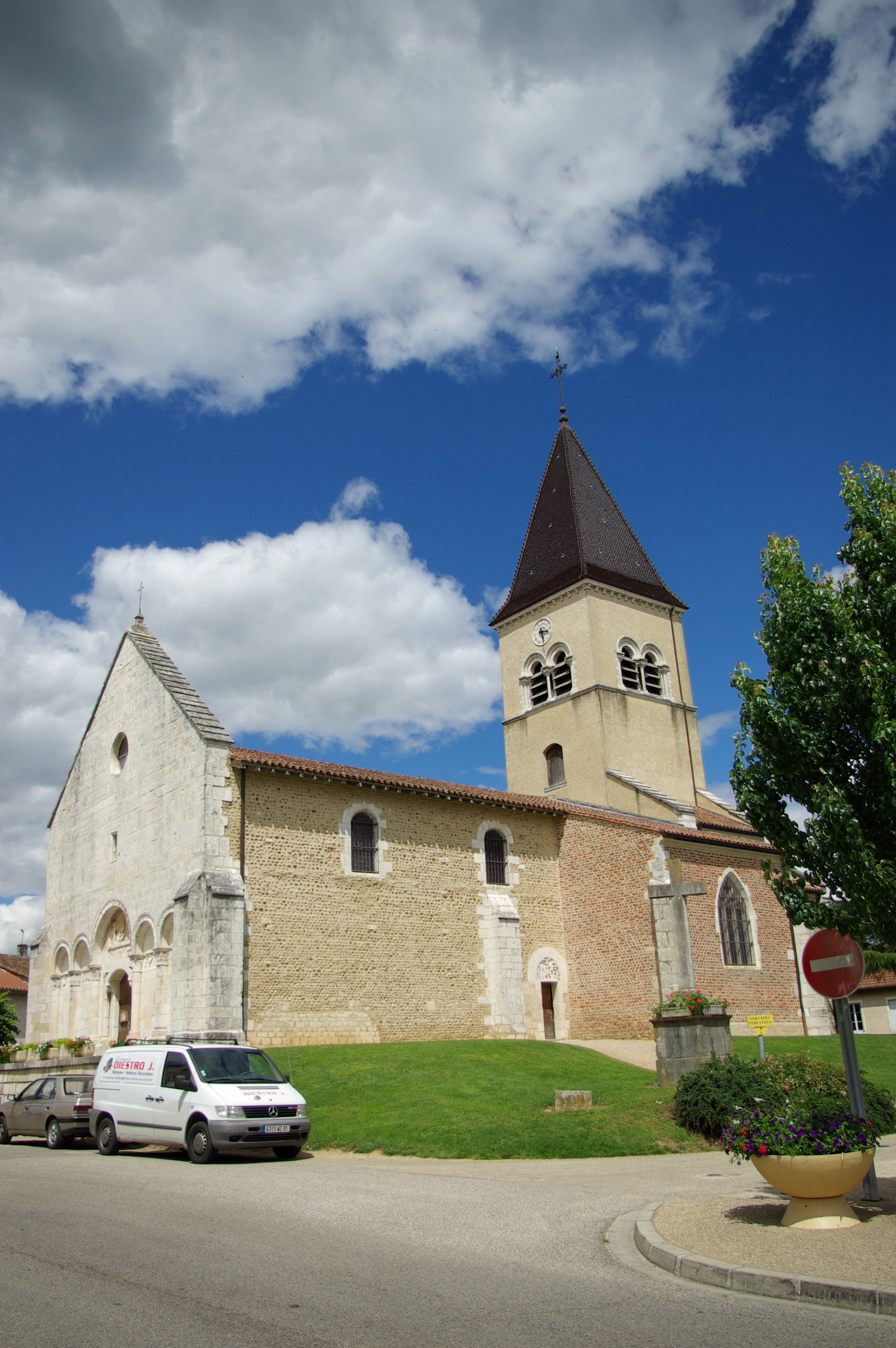
Kirche Saint-Paul
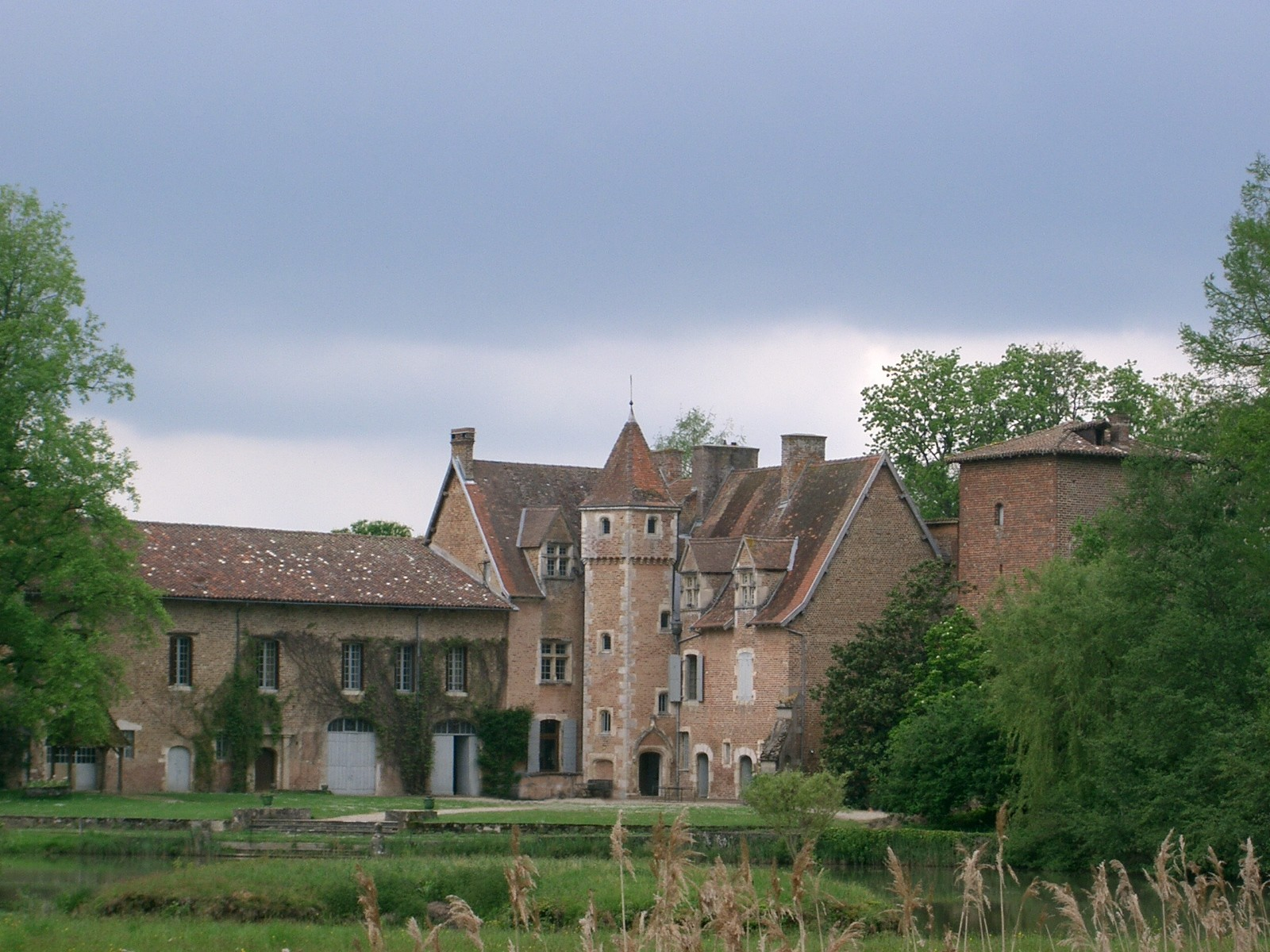
Schloss
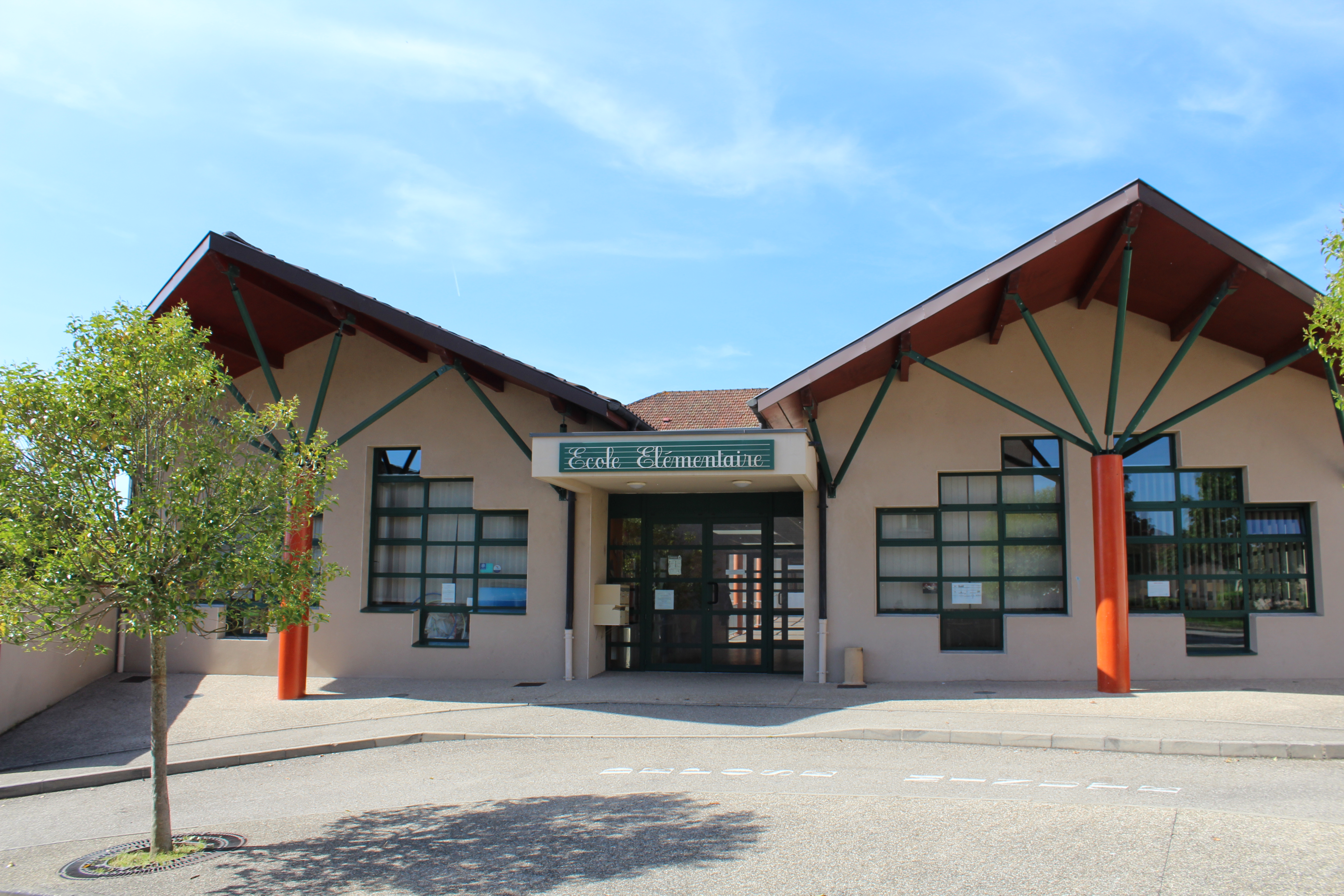
Grundschule
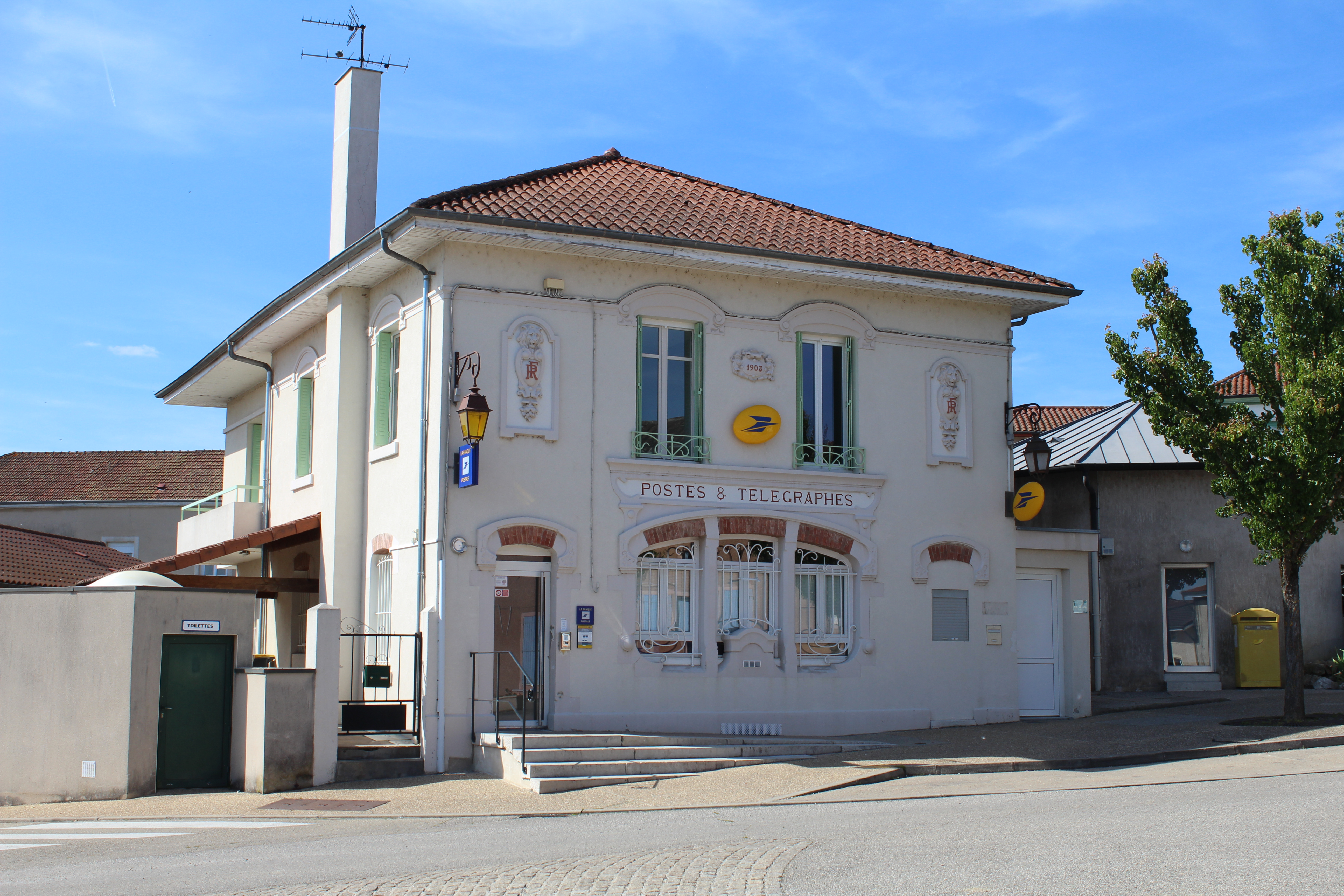
Postamt
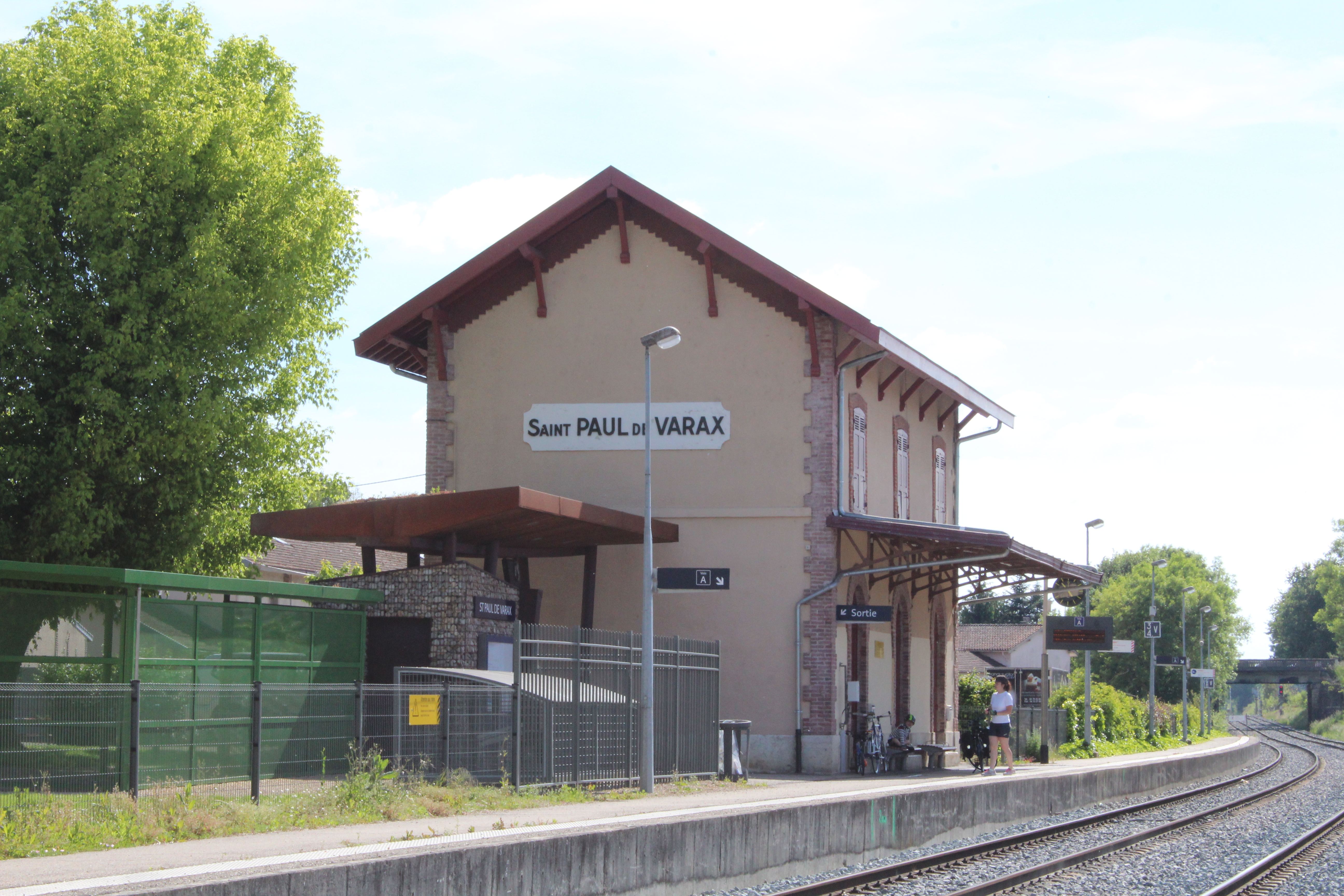
Bahnhof
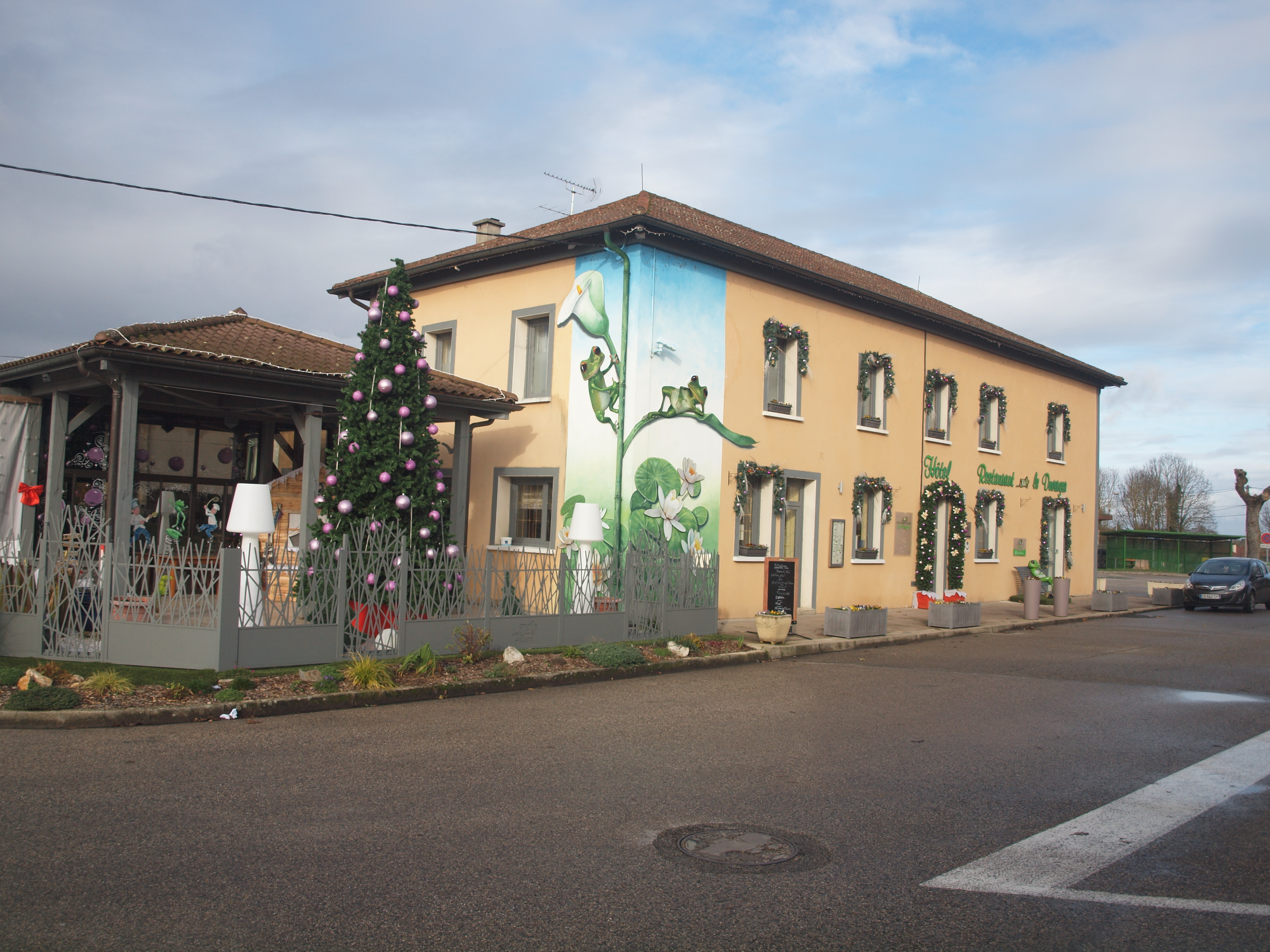
Bahnhofshotel
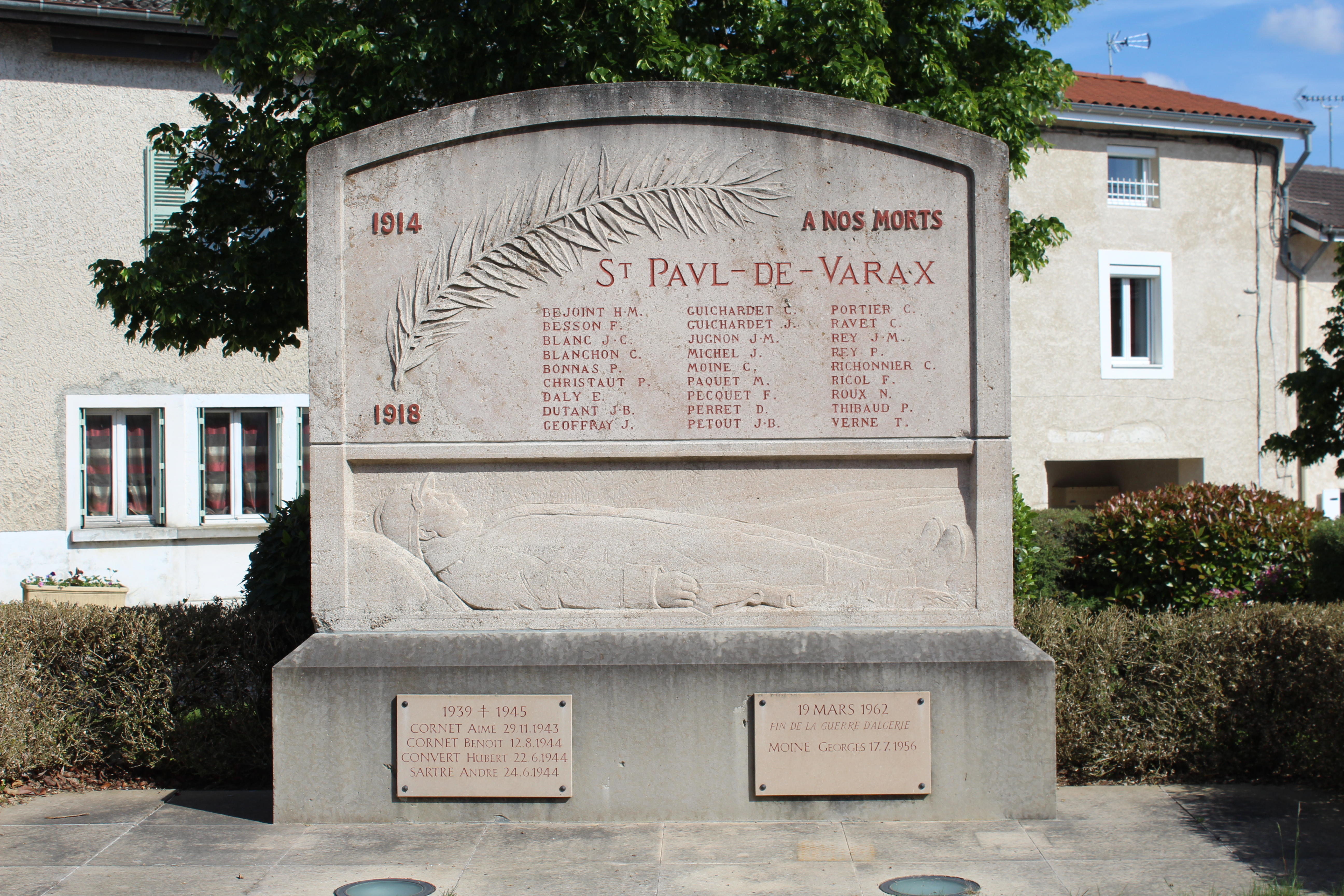
Gefallenendenkmal